# 麥金托什崖
78°32′S 166°24′E / 78.533°S 166.400°E
麥金托什崖（英語：McIntosh Cliffs），是南極洲的山崖，位於維多利亞地的希拉里海岸東北端，處於明納海崖西南面，長30公里，現時由南極條約體系管理。